# Žemlovka

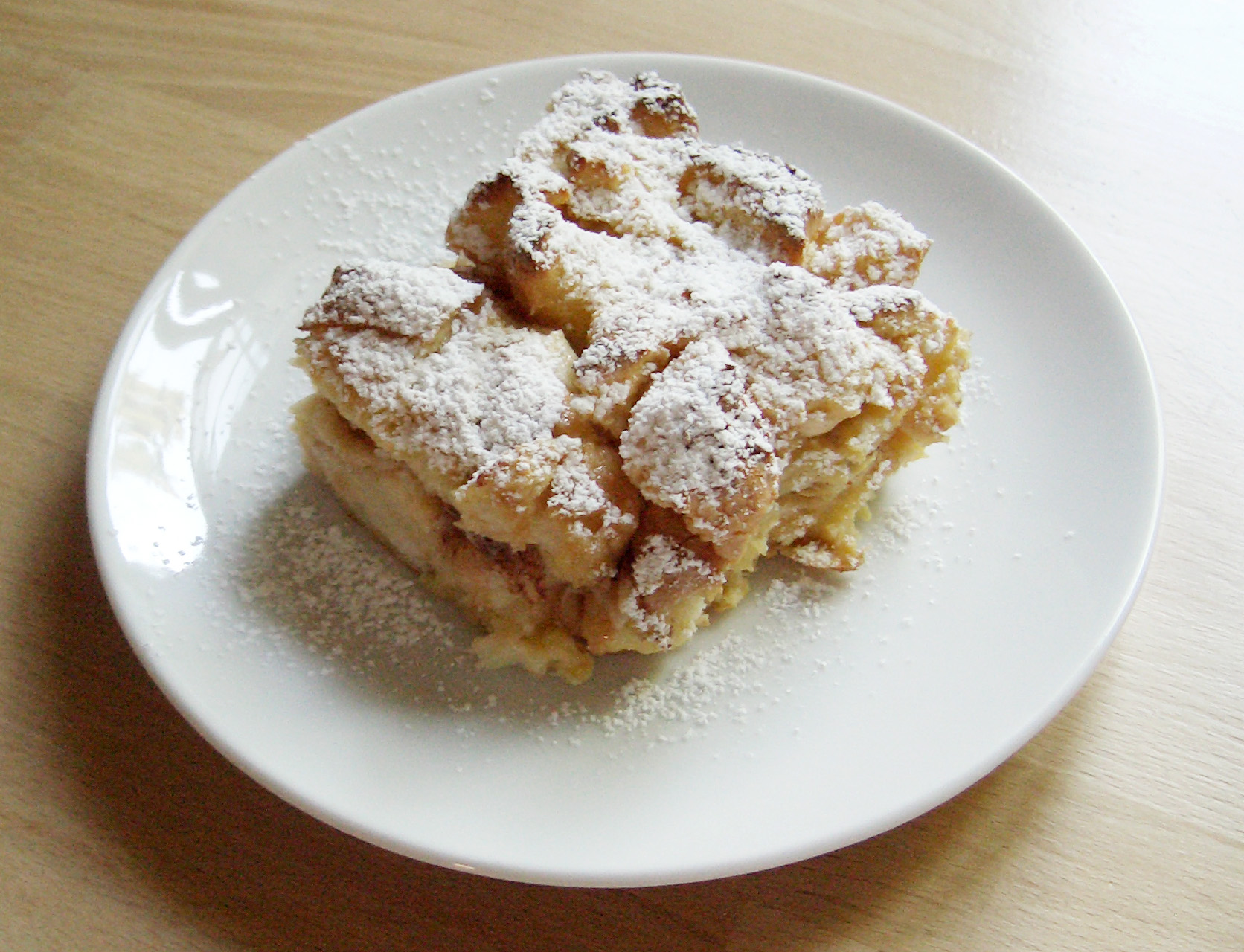
Žemlovka

Žemlovka /'ʒɛmlofka/ (in Repubblica Ceca) o žemľovka /'ʒemʎɔuka/ (in Slovacchia), in Austria noto sotto il nome Scheiterhaufen, è una torta preparata con mele e pane, ammollata nel latte.
Una variante di questo piatto utilizza pera al posto della mela. Questo pasto fa parte della tradizione della cucina ceca e slovacca e di solito viene servito nelle mense.

## Preparazione
Consiste nel mescolare gli ingredienti che formano un impasto umido e fruttato. L'impasto e la frutta vengono stratificati in più strati e il composto viene cotto fino a quando non si forma una crosta dorata sulla parte superiore.  La žemlovka può essere consumata calda o fredda.

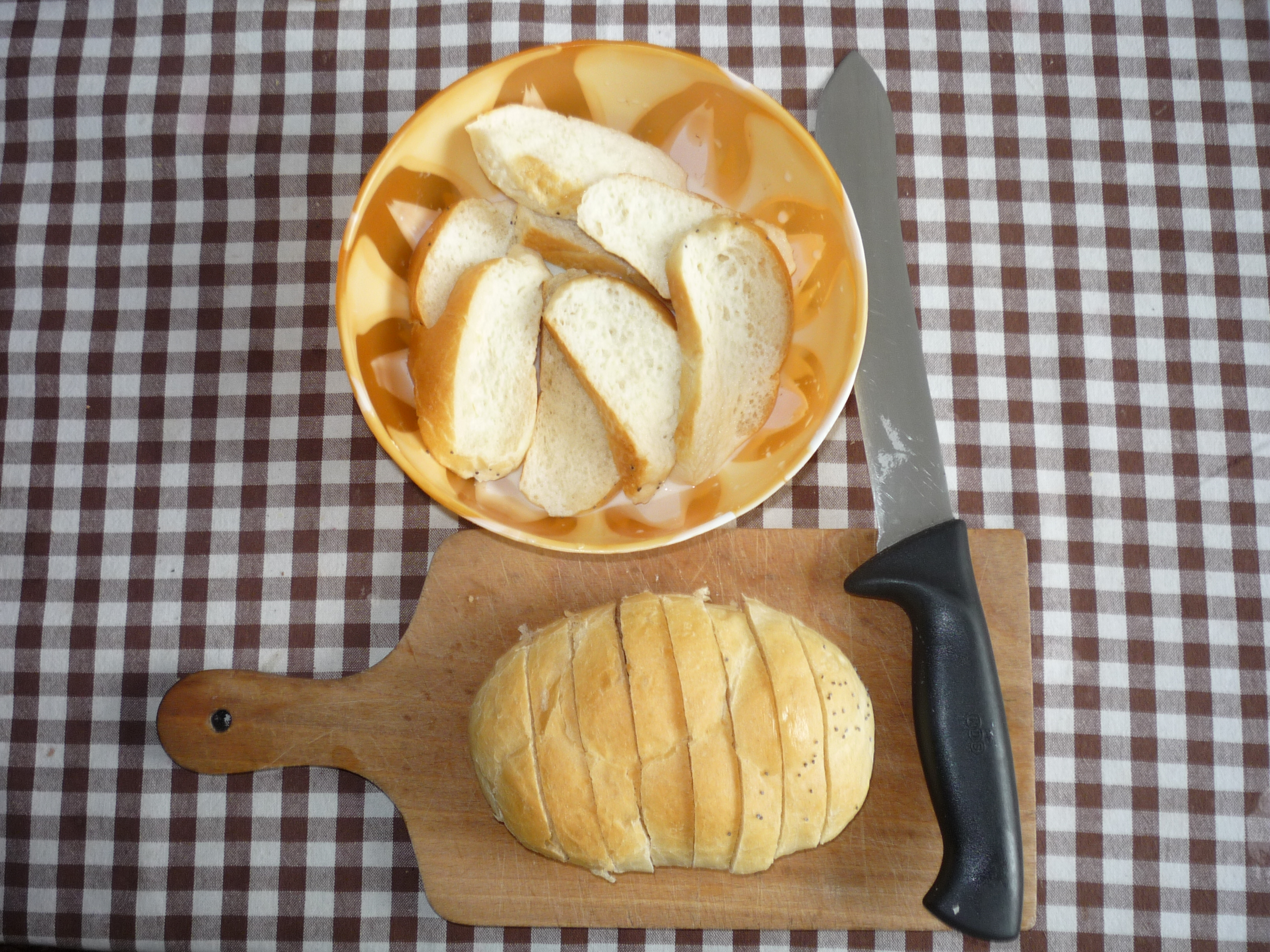
Preparazione della veka (pane blanco) immergendo nel latte
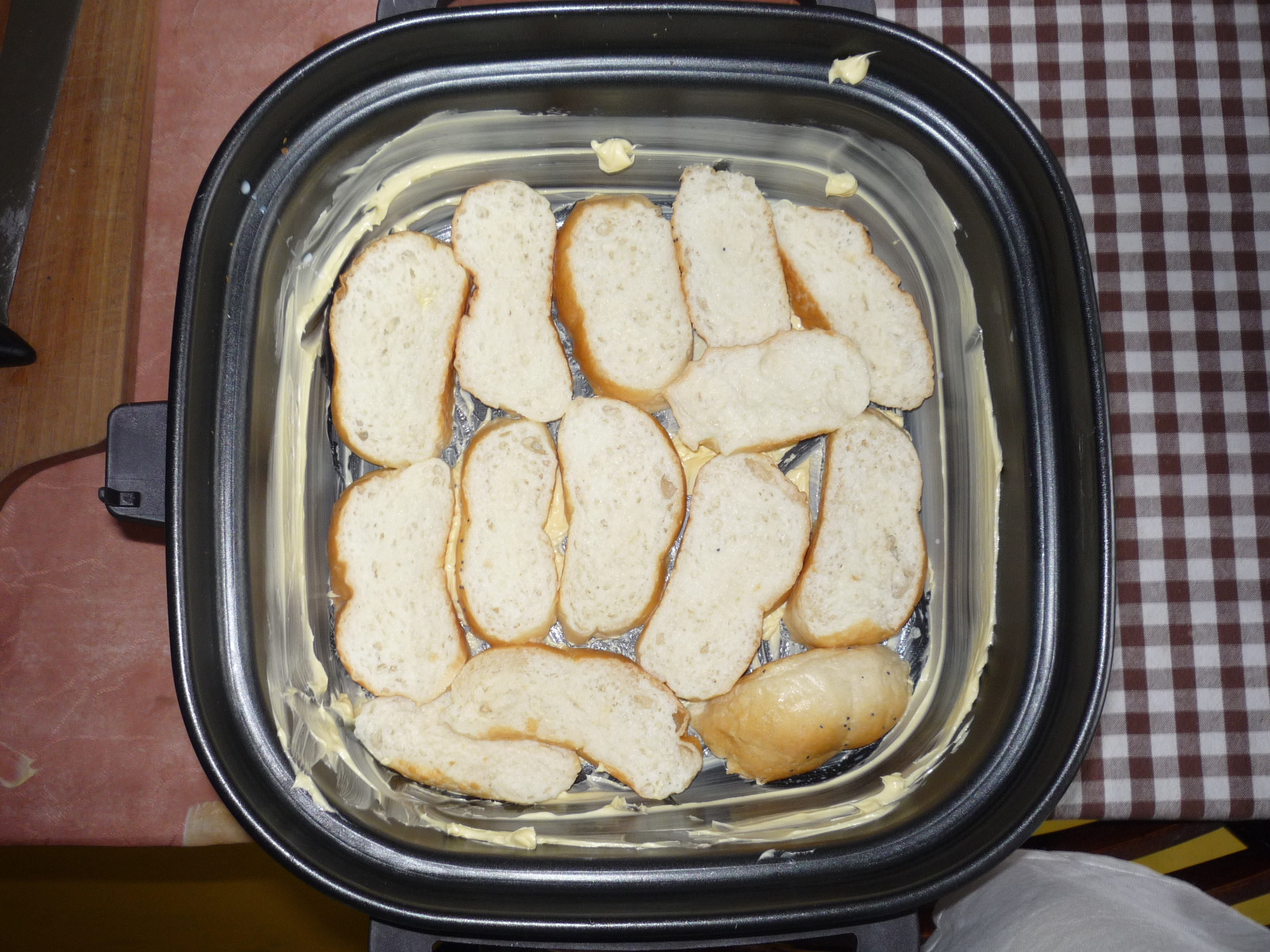
Le fette di veka ammollate nel latte disposti su una teglia unta
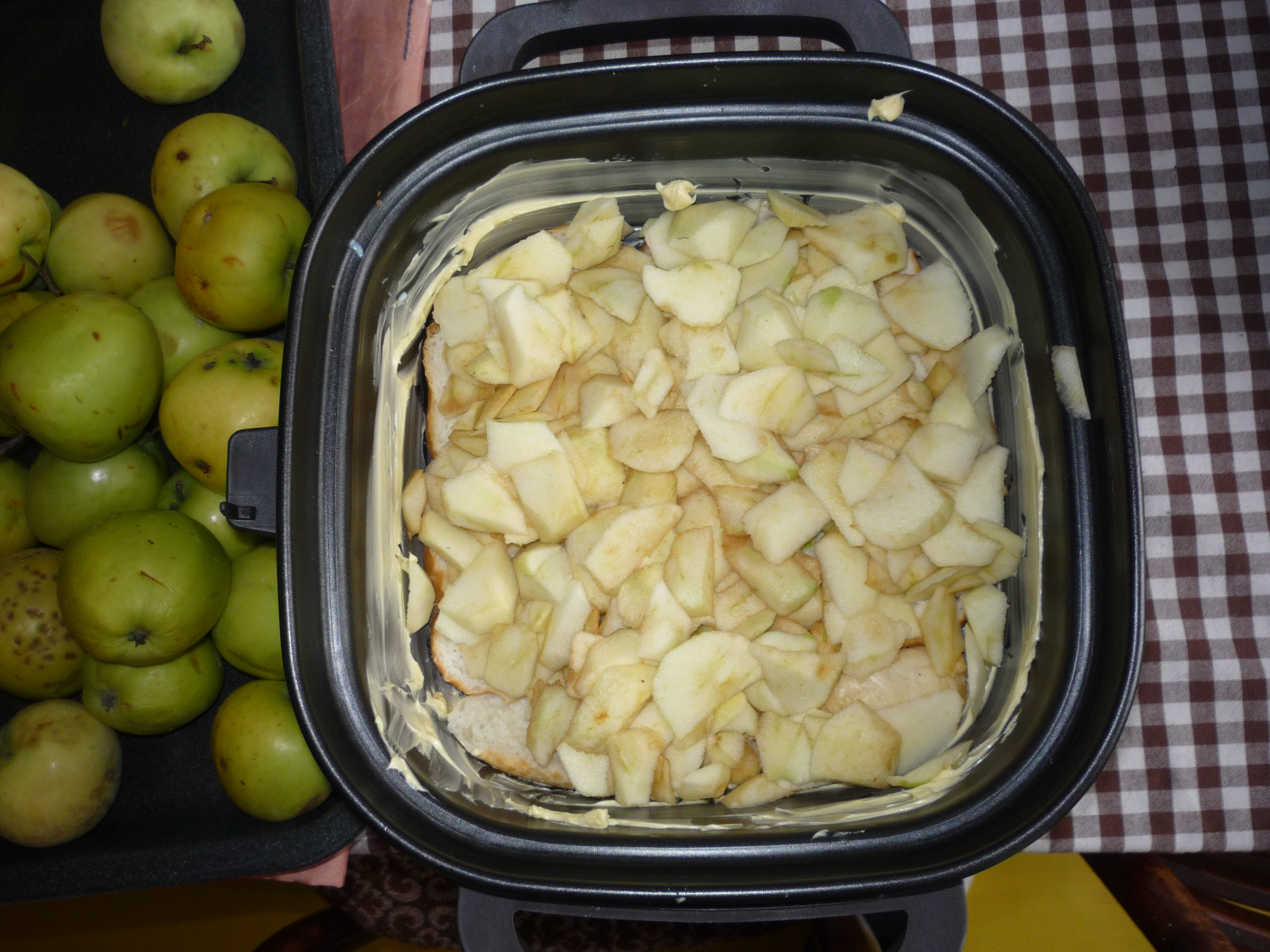
Aggiungendo le mele a fette
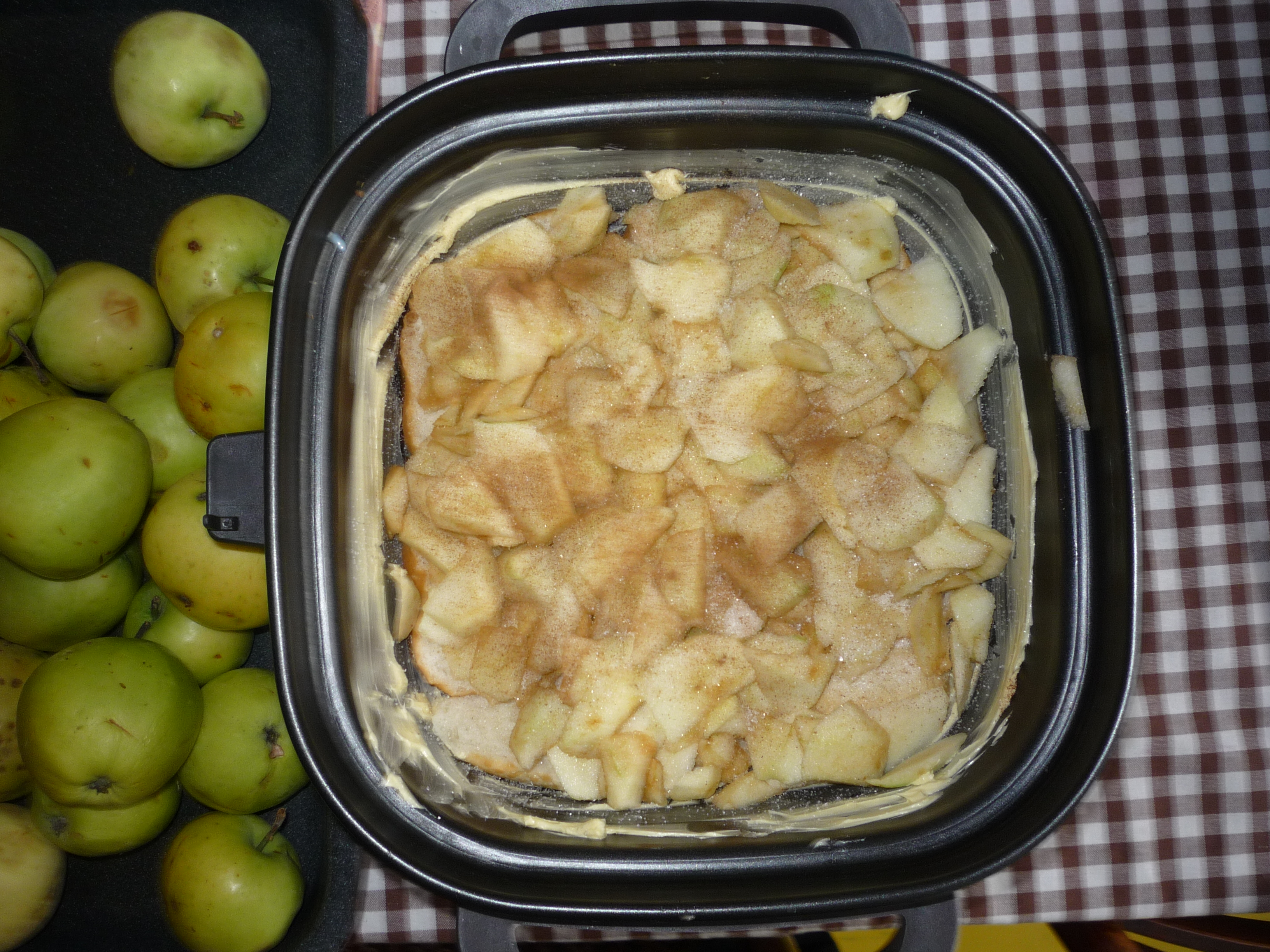
Cospargerendo di zucchero e cannella
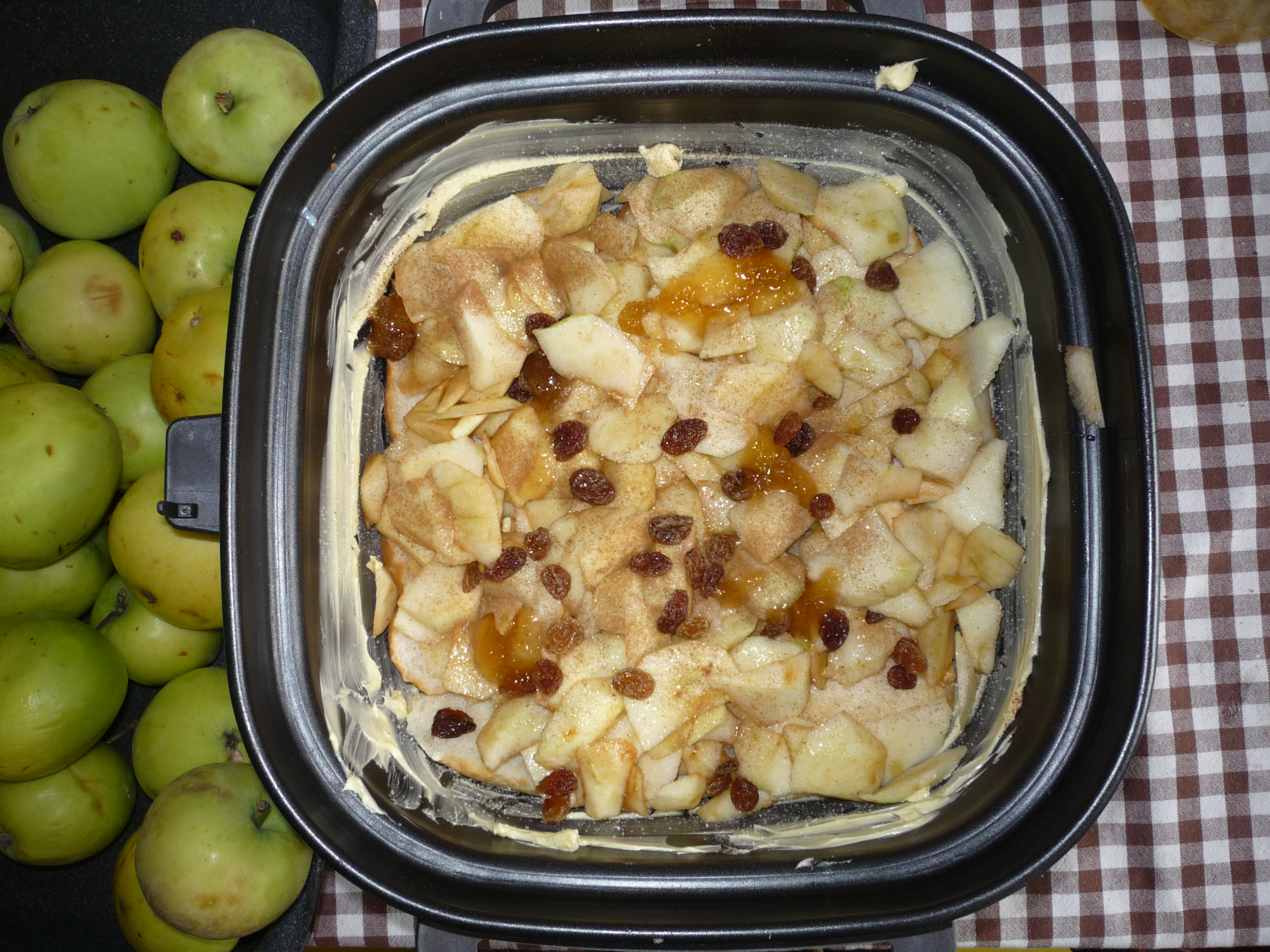
Irrorare con il miele e aggiungere l'uvetta cotta al vapore.
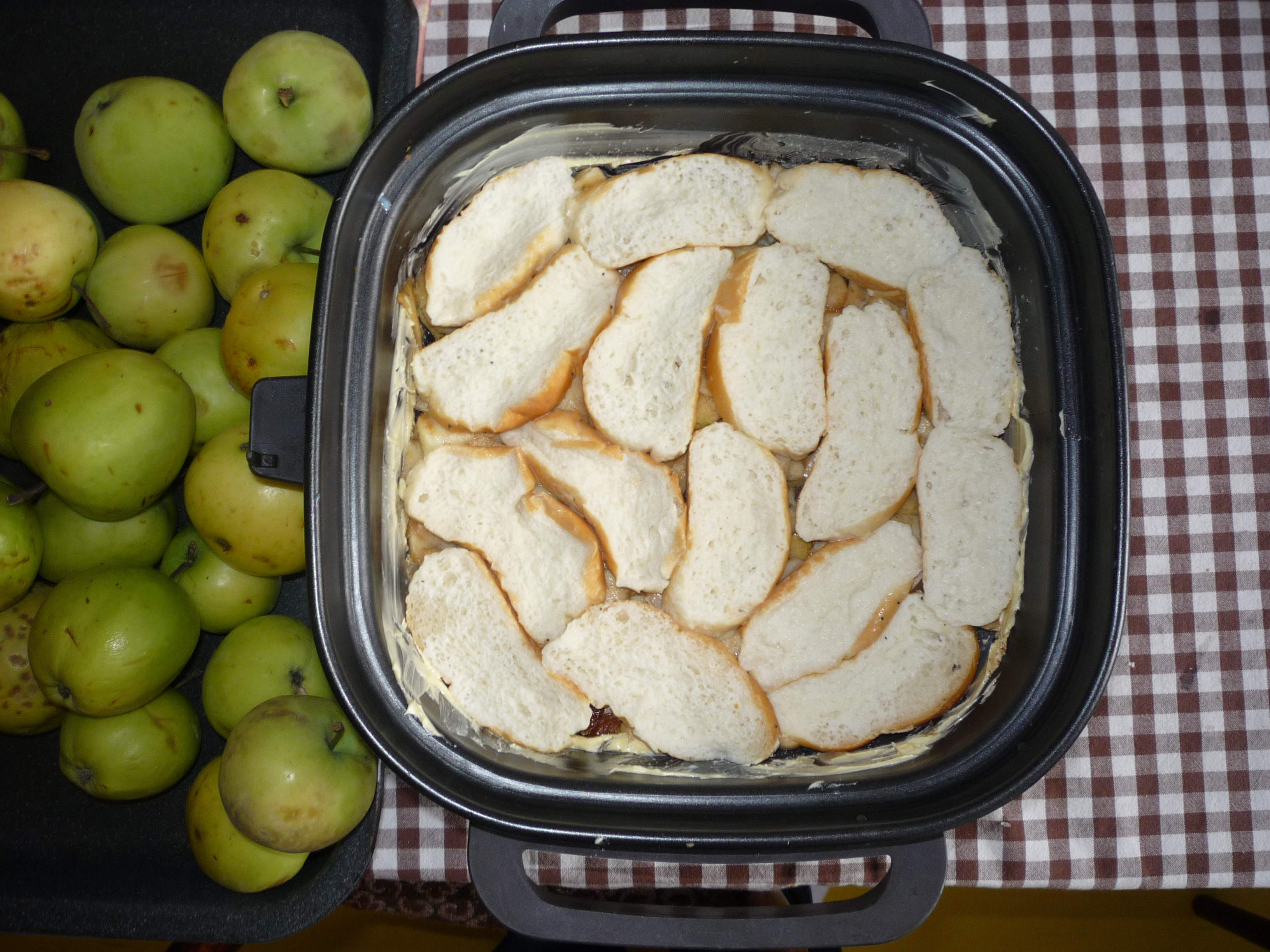
Aggiunta di un altro livello di fette di veka
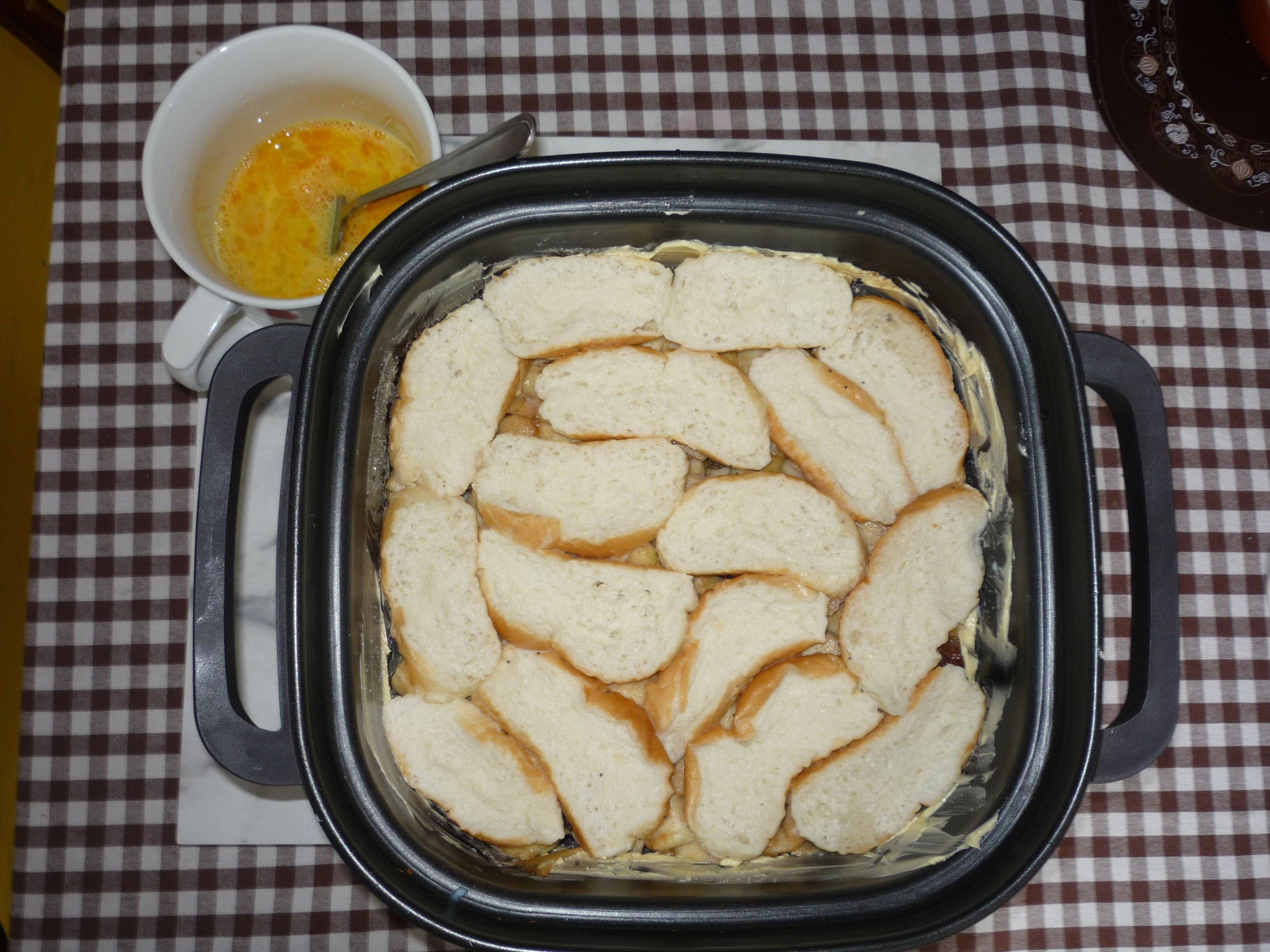
Preparazione di latte e uova da versare
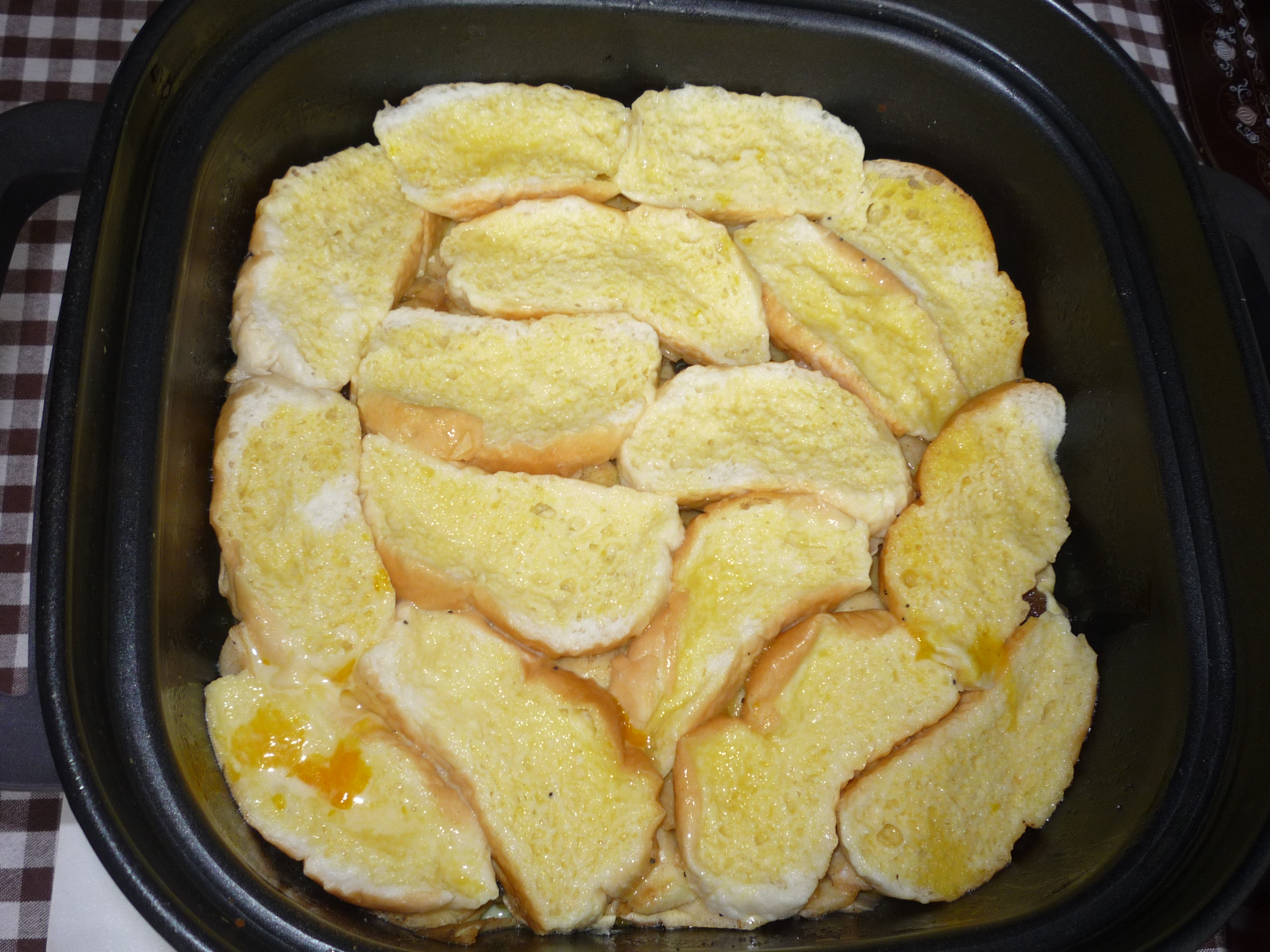
La žemlovka pronto per la cottura al forno
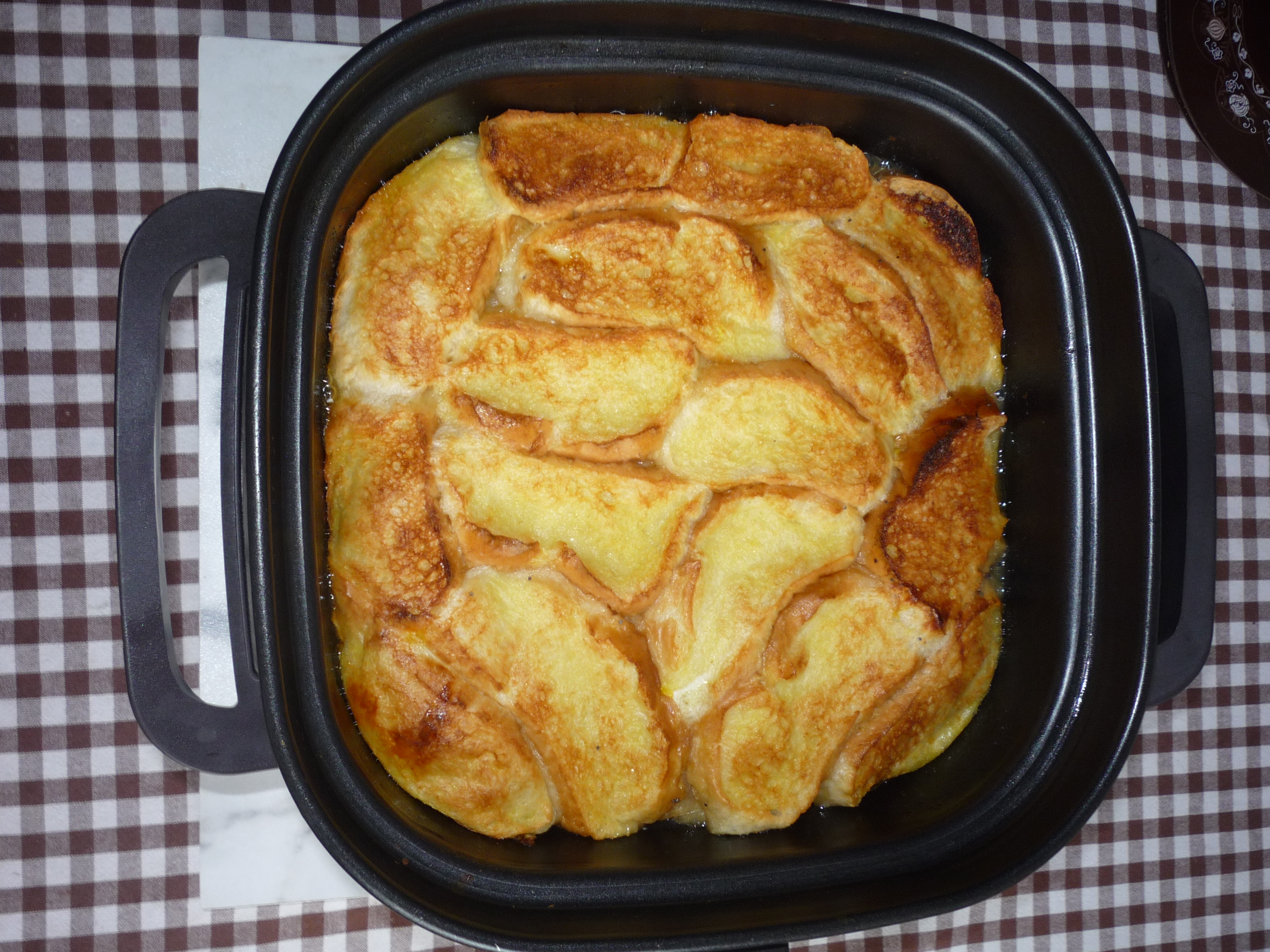
Pronto per il porzionamento